# Eretmocerus diversiciliatus
Eretmocerus diversiciliatus är en stekelart som beskrevs av Filippo Silvestri 1915. Eretmocerus diversiciliatus ingår i släktet Eretmocerus och familjen växtlussteklar.
Artens utbredningsområde är:
- Egypten.
- Iran.
- Nigeria.
- Israel.
- Sudan.
- Turkiet.

Inga underarter finns listade i Catalogue of Life.